# Sasko
Sasko (německy Sachsen  [zaksn̩], hornolužickosrbsky Sakska), plným názvem Svobodný stát Sasko (německy Freistaat Sachsen [ˈfʁaɪ̯ʃtaːt ˈzaksn̩], hornolužickosrbsky Swobodny Stat Sakska), je jedna ze 16 spolkových zemí Německa. Rozkládá se na východě Německa a má přibližně 4,09 milionu obyvatel. Spolu s Bavorskem je jednou ze dvou německých spolkových zemí, které hraničí s Českem. Na severu hraničí s Braniborskem a Saskem-Anhaltskem; na západě se Saskem-Anhaltskem a Durynskem, na jihozápadě s Bavorskem; na jihovýchodě s Českem, konkrétně s Karlovarským, Ústeckým a Libereckým krajem; na východě pak s polskou částí Lužice a Slezska (vojvodství Dolnoslezské a Lubušské). V současných hranicích existuje od roku 1993.

## Název
Již v antickém období bylo označení kmene Sasů (Sachsen, latinsky Saxones) odvozováno od slova Sax, což je název pro nůž typický právě pro tento kmen. Od kmene dostalo název i území nacházející se na severozápadě dnešního Německa. Během středověku se původní Sasko rozšiřovalo východním směrem do oblastí obývaných Slovany a označení tak přešlo i na území dnešního Saska (roku 1423 vzniklé Saské kurfiřtství). To bylo také, pro odlišení od původního Dolního či Starého Saska, nazýváno Horní Sasko. Na sklonku roku 1918 přijalo Sasko název Freistaat Sachsen (Svobodný stát Sasko), přičemž pojem Freistaat (svobodný stát) je německé synonymní označení pro republiku. Tento název přijalo také roku 1990 znovuobnovené Sasko a je zakotven v ústavě. Český název Svobodný stát Sasko i hornolužickosrbský Swobodny Stat Sakska jsou odvozené od německého označení.

## Dějiny

### Saské kurfiřtství

#### Období od 6. ledna 1423 do roku 1635
Dějiny do roku 1423 viz Sasko-Wittenberg a Míšeňské markrabství
Označení Sasko se ve zhruba dnešním smyslu používá od 6. ledna 1423, kdy po smrti kurfiřta Albrechta II. Saského z askánsko-wittenberské linie rodu Askánců udělil král Zikmund Lucemburský míšeňskému markraběti Fridrichu IV. Bojovnému (Friedrich IV. der Streitbare) z rodu Wettinů za jeho oddané služby vévodství Sasko-Wittenberg a spolu s ním i kurfiřtský hlas, čímž vzniklo Saské kurfiřtství. Rod Wettinů tak soustředil ve svých rukách jak titul saského kurfiřta, tak i vévody.
Kurfiřt Fridrich II. Jemnocitný (1426–1464) vládl původně společně s vévodou Wilhelmem, ale již v roce 1440 došlo k rozdělení míšeňského území: Wilhelm obdržel Durynsko (vévodství) a Fridrichovi zůstala zbývající část. Po bratrovražedných válkách v dalších desetiletích došlo 11. listopadu 1485 v Lipsku k novému rozdělení wettinských zemí mezi kurfiřta Ernsta (1464–1486) a Albrechta, přičemž první dostal vlastní Míšeňsko, druhý Durynsko, a Osterland si rozdělili mezi sebe. Zároveň tak byly vytvořeny dvě linie rodu: ernestinská (kurfiřtská) a albertinská (vévodská). Poslední kurfiřt z ernestinské linie byl sesazen 19. května 1547 po porážce ve šmalkaldské válce, a tak přešel 4. června 1547 kurfiřtský titul spolu s částí území na vévodu Mořice Saského (1541–1553) z albertinské větve. Mořic zvětšil majetek nákupy a výměnami (Fojtsko).

#### Období od roku 1635 do 11. prosince 1806

Vlajka kurfiřtství Saského a Království Saského platná do 16. června 1815

V průběhu třicetileté války získal kurfiřt Jan Jiří I. Saský pražským mírem v roce 1635 Lužici (Horní i Dolní) zprvu jako české léno.
Vestfálský mír v roce 1648 však značně oslabil kurfiřtovu politickou moc. Zároveň vznikly na území kurfiřtství nové boční linie (merseburská – vymřela 1738; weisseinfelská – zanikla 1746; zeitzská – vymřela již v roce 1718).
V letech 1697–1733 a 1734–1763 vládli saští kurfiřti v Polsku (Fridrich August I. Silný, jako polský král August II.; Fridrich August II., jako král August III.). V té době už byly centrem Saska Drážďany, jedno z nejvýstavnějších a nejkulturnějších měst tehdejší Evropy. Sasko v té době bylo mnohem větší než dnes. Zasahovalo až na území pozdějších pruských provincií Braniborska a Saska, a na území dnešního Polska (viz mapa Saska v roce 1789).
V období napoleonských válek bojovalo nejprve Sasko až do roku 1806 proti Napoleonovi, ovšem po porážce v bitvě u Jeny, stojíc bezbranné proti vítězi přijalo 11. prosince 1806 v Poznani nabízený mír. Saský kurfiřt Fridrich August III. tu toho dne vstoupil do Rýnského spolku, obdržel královský titul (dál vládl jako král Fridrich August I. Saský) a kurfiřtství tím de facto zaniklo.

### Saské království

Velký znak Saského království

#### Období od roku 1806 do vídeňského kongresu
8. července 1807 získalo Saské království jako spojenec Napoleona tylžským mírem Varšavské knížectví, od Pruska Chotěbuz (Cottbus), od Rakouska pak následně Západní Halič a Krakovsko. V bitvě u Lipska (16.–19. října 1813) bojovalo saské vojsko nejprve na straně Napoleona, ovšem 18. října přešlo saské vojsko na stranu protinapoleonské koalice a 19. října padl v dobytém Lipsku do zajetí sám král a Sasko se jako dobytá země z rozhodnutí vídeňského kongresu dostalo od 28. října 1813 do 8. června 1815 pod přímou správu Pruska a Ruska.

#### Období od 18. května 1815 do roku 1918
Na Vídeňském kongresu byl 18. května 1815 saský král Fridrich August I. donucen odstoupit Prusku celou Dolní Lužici a severovýchodní část Horní Lužice společně s dalšími oblastmi, které byly integrální součástí Saského království (například částí krajů Míšeňského a Lipského, Wittenbersko, Durynský, Neustädtenský kraj, většinu biskupství Merseburg, téměř celé biskupství Naumburg a Henneberg). Celkem Sasko ztratilo 58 % území a jeho rozloha pak činila už jen 14 993 km². Navíc bylo donuceno vstoupit do Německého spolku.

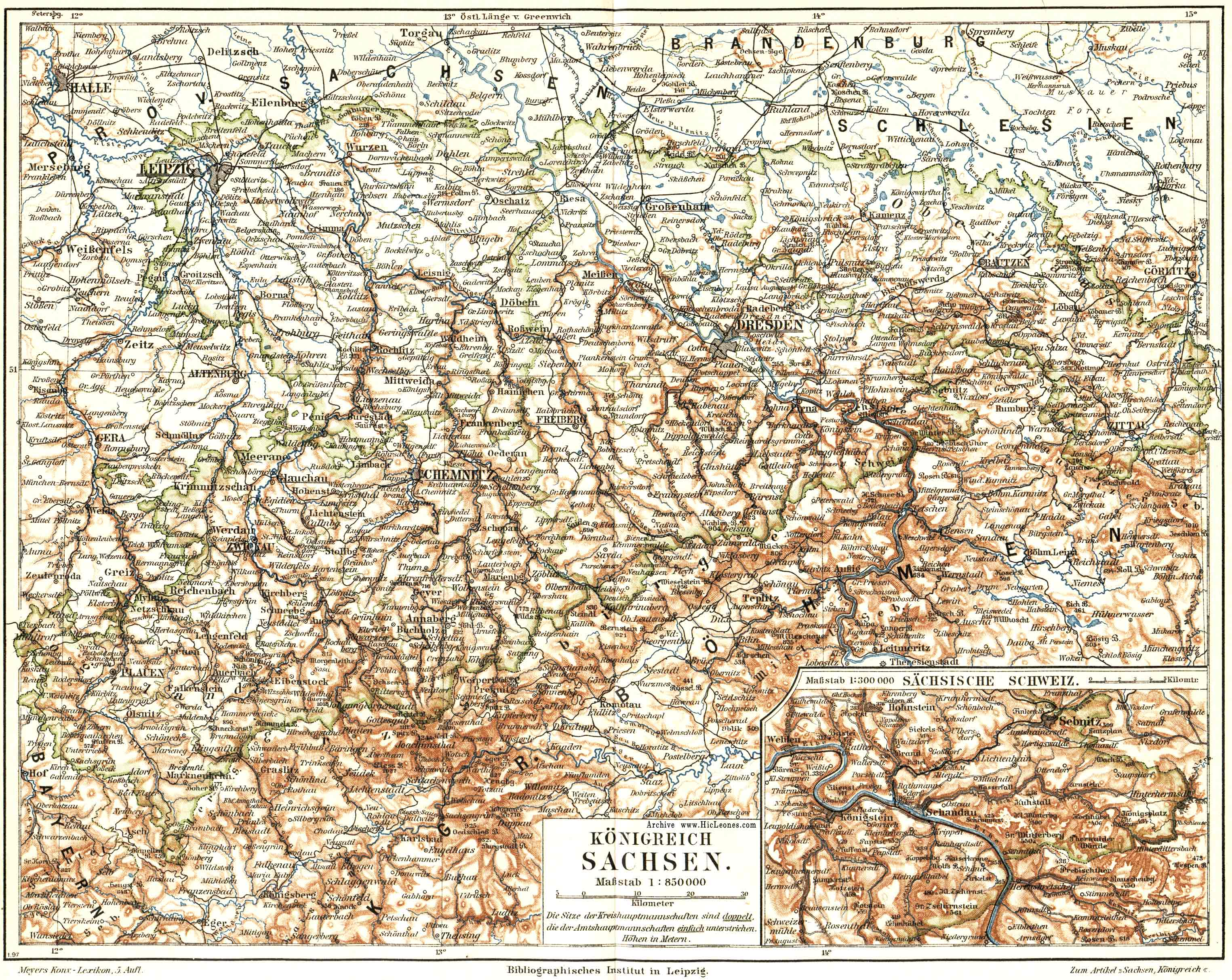
Mapa Saského království v letech 1815–1918 (hranice krajů jsou z období před rokem 1900)

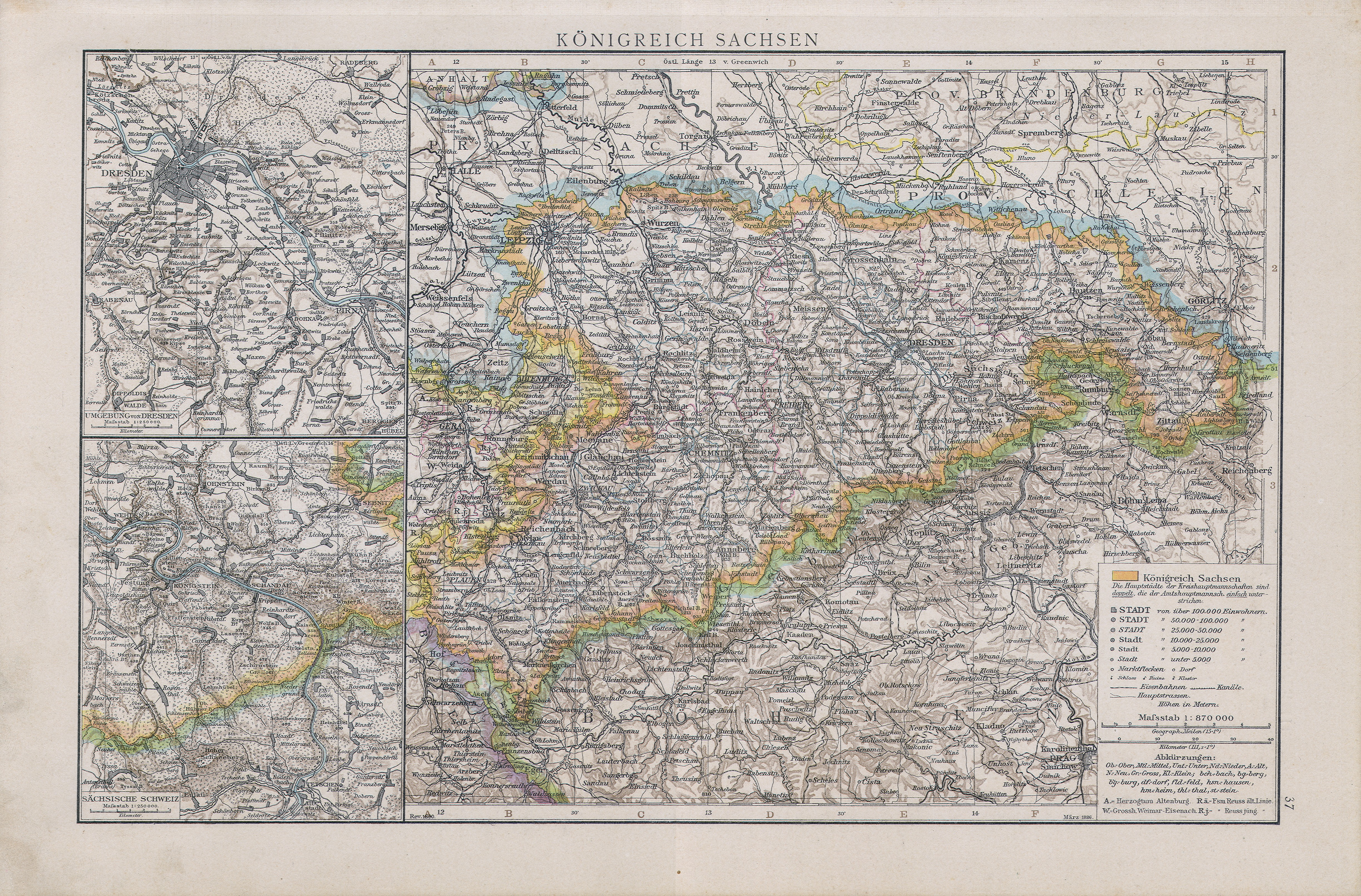
Mapa Saského království z roku 1890

Za krále Antonína I. (1827–1836) byl pod vlivem francouzské červencové revoluce dosavadní stavovský stát přeměněn v konstituční monarchii. Ústavou ze 4. září 1831 byl zřízen dvoukomorový sněm, z nichž první komoru tvořili členové dosavadního stavovského sněmu, druhou 75 poslanců volených na 6 let. Roku 1832 byla v Sasku zrušena robota a roku 1833 a roku 1834 poddanství.
Smlouvou z 24. března 1833 přistoupilo Sasko k německému celnímu spolku, čemuž se až dosud z nechuti k Prusku bránilo. Tím se saskému průmyslu otevřela cesta k dalším odbytištím a nastartoval se výrazný hospodářský růst. Za krále Fridricha Augusta II. (1836–1854) byla roku 1837 zahájena paroplavba na Labi, zakládány železnice a zřizovány telegrafy (1850). Díky průmyslovému rozkvětu rychle stoupal počet obyvatel a současně rostlo občanské sebevědomí. Rok 1848 přinesl zrušení cenzury v Sasku, svobodu shromažďovací a reformu dvoukomorového sněmu: do první komory volili největší daňoví poplatníci a do druhé každý na základě všeobecného hlasovacího práva. Když však král neschválil sněmovní návrh nové ústavy a sněm 28. dubna 1849 rozpustil, došlo v Drážďanech 3.–9. května k pouliční vzpouře, která byla s pruskou pomocí potlačena. 3. června 1850 pak byla zrušena ústava, omezena svoboda tisku a shromažďování a byl obnoven sněm ve staré podobě z roku 1831.

Malý znak Saského království

V otázce zřízení německého spolkového státu s vyloučením Rakouska pod předsednictvím Pruska, Sasko nejprve sympatizovalo s Pruskem a vešlo s ním a s Hannoverskem ve „spolek tří králů“, ale brzy se od této myšlenky odvrátilo a postavilo se spolu s Rakouskem proti těmto snahám. Za krále Jana (1854–1873) Sasko s obavou sledovalo rostoucí pruský vliv a žárlivě střežilo suverenitu malých německých států. Z této snahy vyplynul projekt spolku všech menších německých států (1860), který měl bránit jejich nezávislost proti Prusku i Rakousku. V prusko-rakouském sporu o Šlesvicko-Holštýnsko bylo stanovisko Rakouska Sasku a menším státům bližší, a proto se s nimi Sasko postavilo při hlasování 11. června 1866 ve spolkové radě Německého spolku na stranu Rakouska.
V nastalé válce saská armáda o 32 000 mužů, netroufajíc si bránit Sasko, couvla do Čech, kde bojovala po boku Rakouska. Po porážce Rakouska následovala pruská okupace. Sasku se sice podařilo zajistit neztenčenost území, ale 21. října 1866 muselo přistoupit k nově založenému Severoněmeckému spolku pod vůdcovstvím Pruska, odstoupilo spolku poštu a telegrafy, zaplatilo Prusku válečné reparace ve výši 10 milionů tolarů a vzdalo se samostatné zahraniční politiky. Sasko se pak v letech 1870–1871 účastnilo války s Francií. Od 18. ledna 1871 bylo spolkovou zemí Německého císařství.

### Období po skončení první světové války do nástupu nacismu

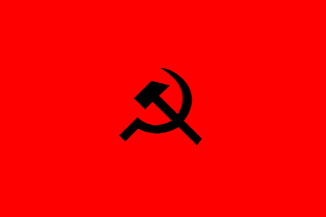
Vlajka Saské republiky rad

Po první světové válce převzaly 8. listopadu 1918 moc v Sasku dělnicko-vojenské rady, vůdce zdejší SPD Fleißner vyhlásil 10. listopadu 1918 Saskou republiku a 13. listopadu 1918 poslední král z rodu Wettinů Fridrich August III. abdikoval na zámku Guteborn u Ruhlandu. Pak zde do 14. března 1919 existovala tzv. Saská republika rad.
28. listopadu 1918 bylo zavedeno všeobecné, rovné volební právo pro muže a ženy od 21 let. V únoru 1919 byl pak zvolen první demokratický Saský parlament a 25. února 1919 vstoupila v účinnost nová ústava Svobodného státu Sasko (Freistaat Sachsen), který byl spolkovým státem tzv. Výmarské republiky. Svobodný stát Sasko měl před územní výměnou s Durynskem rozlohu 14 993 km².
V roce 1928 byla provedena územní výměna a úprava hranice mezi Saskem a Durynskem. K Sasku přešlo 1115 ha se 4890 obyvateli a 1778 ha s 2900 obyvateli přešlo k Durynsku (mapa zobrazující územní výměnu).
Sasko získalo především bývalé exklávy bývalého vévodství Saska-Altenburgu obec Russdorf u Limbachu-Oberfrohny a Neukirchen u Waldenburgu, ale také obce Wickersdorf, Waldsachsen a část obce Ponitz, osadu Gosel. U Plavna získalo kromě jiného osadu Caselwitz, část obce Greiz, obec Görschnitz a také část obce Schönbach.
K Durynsku naopak přešla saská exkláva Liebschwitz u Gery s obcemi Lengefeld, Liebschwitz, Lietzsch, Niebra, Pösneck, a Taubenpreskeln a také sousední obce Hilbersdorf, Loitzsch, Rückersdorf, Thonhausen a Grobsdorf. Kromě toho byla k Durynsku přičleněna obec Bocka u Altenburgu a Kauritz u Meeranu a také osada Frohnsdorf obce Ziegelheim a část obce Obergrünberg. U Greizu přešly od Saska osada Stelzen (součást obce Reuth), část obce Noßwitz, osada Sachswitz (součást obce Elsterberg) a části osady Cunsdorf (součást obce Reichenbach).

### Vývoj správního členění
- 1815–1835: 5 krajů (Lipský, Krušnohorský, Voigtlandský, Míšeňský, Markrabství Horní Lužice
- 1835–1874: 4 krajská direktoria (Lipské, Cvikovské, Drážďanské, Budyšínské)
- 1874–1900: 4 krajská hejtmanství (Lipské, Cvikovské, Drážďanské, Budyšínské)
- 1900–1932: 5 krajských hejtmanství – Cvikovské bylo rozděleno na Cvikovské a Kamenické
- 1932–1939: 4 krajská hejtmanství (Lipské, Cvikovské, Kamenické, Drážďansko-Budyšínské)
- Od 1939: 4 vládní obvody (Lipsko, Cvikov, Kamenice, Drážďansko-Budyšínský)

Až do roku 1932 měla v rámci Saska rozsáhlou samosprávu včetně vlastního sněmu Horní Lužice. Nejprve jako Markrabství Horní Lužice, později jako Budyšínský kraj.

### Po nástupu nacismu a za druhé světové války
Poté, co vstoupil v účinnost nový zákon o začlenění zemí do Říše (Vorläufiges Gesetz zur Gleichschaltung der Länder mit dem Reich) z 31. března 1933, byl 5. května 1933 ustanoven říšským místodržícím Saska Martin Mutschmann. Ten pak byl 28. února 1935 dodatečně pověřen vedením zemské vlády. Předsedou vlády od 10. března 1933 do 28. února 1935 byl Manfred von Killinger. 14. října 1933 pak přestaly v celém Německu existovat zemské sněmy, včetně saského, Svobodný stát Sasko přestal státoprávně existovat a Sasko bylo nadále zemí centralizované Třetí Říše, což potvrdil i zákon o nové struktuře říše 1 z 30. ledna 1934. I poté zde však až do konce války fungovala formální zemská vláda.
13. a 14. února 1945 byly Drážďany zničeny jedním z nejtěžších bombardování druhé světové války.
V dubnu až květnu 1945 bylo Sasko obsazeno Rudou armádou, území západně od Muldy s Lipskem, Grimmou a Rochlitzem, a západně od Cvikovské Muldy s Aurbachem, Falkensteinem, Plavnem, Olešnicí nad Halštrovem, Reichenbachem a Cvikovem obsadila vojska USA. Začátkem července 1945 se pak celé Sasko stalo součástí sovětské okupační zóny Německa.

### Po skončení války do roku 1952
4. července 1945 vytvořil Sovětský svaz v rámci své okupační zóny autonomní Zemi Sasko, která byla nově vymezena územím bývalého Svobodného státu Sasko (bez území východně od řeky Nisy, které bylo začleněno do Polska) a územím dosud pruské části Horní Lužice na západ od Nisy (do 1945 součást pruské provincie Slezska). V těchto hranicích mělo nové Sasko rozlohu 17 004 km². To se pak 7. října 1949 stalo jednou ze 6 zemí zprvu federativní socialistické Německé demokratické republiky (NDR).
23. července 1952 byla NDR přeměněna v centralistický stát, země zrušeny a jejich území rozděleno mezi nově vzniklé kraje (Bezirke) nerespektující hranice původních zemí, což bylo v souladu se zásadou „rozděl a panuj“. Území stávajícího Saska bylo rozděleno mezi kraje Kamenický (10. května 1953 – 31. května 1990 Karl-Marx-Stadt), Lipský, Drážďanský; nepatrná část připadla ke Gerskému kraji a severní část Horní Lužice k Chotěbuzskému kraji. Vědomí saské kulturní sounáležitosti se však komunistickému režimu odstranit nepodařilo.
V období 1952–1990 bylo Sasko součástí Německé demokratické republiky.

### Období od roku 1990
Po protikomunistických bouřích v roce 1989 se 3. října 1990 Německá demokratická republika sjednotila se Spolkovou republikou. Toho dne došlo i k obnově zemí, jejichž hranice se však již nedržely původních zemských hranic z let 1945–1952, ale byly vytvořeny narychlo z hranic dosavadních okresů z let 1952–1990. Obnovený Svobodný stát Sasko byl nově vymezen územím dosavadních krajů Drážďanského, Kamenického a Lipského (bez dosavadních okresů Altenburg und Schmölln), dále pak územím dosavadních okresů Hoyerswerda und Weißwasser z kraje Chotěbuzského.
Některé okrajové obce a města na západě území původní země z let 1945–1952, které byly součástí Saska už v letech 1815–1945 nebo i dřív, se staly součástí obnovené země Durynska (například města Elsterberg, Mühltroff, Pausa/Vogtl., Ziegelheim, a obce Ebersgrün, Ranspach, Langenbach, Thierbach (Saský), Unterreichenau, Cunsdorf a Görschnitz). Okrajová území na severu (součást původní Horní Lužice) patřící k Sasku v letech 1945–1952 zase byla začleněna do Braniborska (Město Ruhland, obce Hohenbocka, Hermsdorf s osadami Jannowitz a Lipsa, Guteborn, Grünewald, Schwarzbach, Tettau, Hosena, Peickwitz, Kroppen, Lindenau, Frauendorf). Naopak se součástí Saska stala území, která v letech 1945–1952 tvořila součást země Saska-Anhaltska – do roku 1815 součást Saska (celé dosavadní okresy Torgau, Eilenburg, Delitzsch; a území západně a jihozápadně od Lipska; součást Durynska (například obec Fraureuth) nebo Braniborska (okrajová území při jižní hranici původní Dolní Lužice).
Roku 1992 se po referendu vrátila k Sasku ze Svobodného státu Durynsko města Elsterberg, Mühltroff, Pausa/Vogtl. a obce Cunsdorf, Langenbach, Thierbach (Saský),Ebersgrün, Ranspach, Unterreichenau a Görschnitz. Dnešní Svobodný stát Sasko je podstatně větší než Sasko v letech 1815–1945.

## Zemské symboly

### Vlajka
Saská vlajka je tvořena listem o poměru stran 3:5 s dvěma vodorovnými pruhy, bílým a zeleným. Státní vlajka je doplněna o saský znak umístěný uprostřed listu.

### Znak
Saský znak je tvořen devětkrát černo-zlatě děleným štítem s kosmým zeleným routovým věncem.

## Geografie

### Vymezení
Z historického hlediska tvoří většinu území moderního Saska historická země Sasko, malá část bývalé pruské provincie Sasko v okolí Lipska (do roku 1815 součást Saska; v letech 1945–1952 součást Saska-Anhaltska); dále téměř celé území německé části Horní Lužice, několik okrajových částí Dolní Lužice (v letech 1815–1952 součást Braniborska), malá část bývalé pruské provincie Braniborsko (území jižně od Senftenbergu bylo do roku 1815 součást Saska, v letech 1815–1952 součást Braniborska); malá část bývalých durynských států Reuss (například obec Fraureuth, v letech 1920–1952 součást Durynska) a Sasko-Altenbursko (například bývalá enkláva obec Rußdorf, v letech 1920–1928 součást Durynska); a také nepatrná část Slezska západně od polské obce Przewóz.

## Politika
Základem saského politického systému je Ústava Svobodného státu Sasko platná od 6. června 1992. Se vstupem NDR do působnosti základních zákonů Spolkové republiky Německo se Sasko stalo Svobodným státem Sasko, jedním z 16 členských států spolkové republiky. Tento svobodný stát, který si 26. května 1992 schválil vlastní ústavu, je parlamentní republikou a prvním demokratickým saským státem s vlastní ústavní jurisdikcí a třemi rozdělenými státními pravomocemi. Jako německá země je Svobodný stát Sasko subjektem původního státního práva. Dne 9. listopadu 1990 byl Svobodný stát Sasko poprvé zastoupen na zasedání Spolkové rady a od té doby se takto mohl spolupodílet na spolkové legislativě a správě.

### Vláda

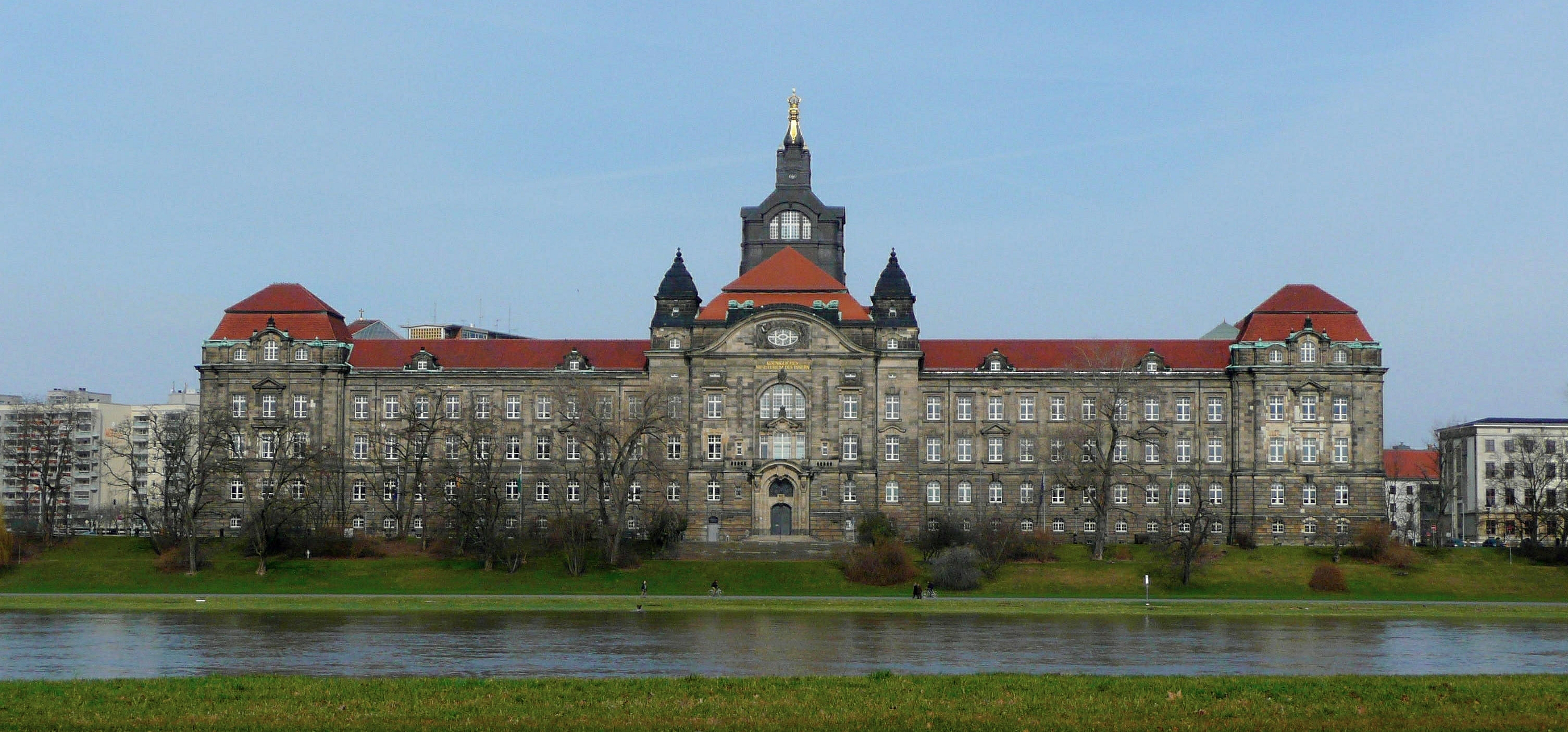
Sídlo saské vlády je v budově Saské státní kanceláře

Saskou vládu vede předseda vlády, kterého volí Saský zemský sněm. Sídlem vlády je budova Saské státní kanceláře v drážďanské městské části Innere Neustadt.
Od zvonusjednocení Německa v roce 1990 je nejsilnější stranou CDU, která od té doby drží funkci předsedy vlády. První ministerským předsedou byl v letech 1990–1992 Kurt Biedenkopf, který vedl postupně tři jednobarevné vlády CDU. Ve funkci jej vystřídal Georg Milbradt, který po volbách v roce 2004 vstoupil do černo-červené koalice s SPD. Po Milbradtově rezignaci v květnu 2008 převzal úřad předsedy vlády Stanisław Tilich a pokračoval v koalici CDU-SPD až do zemských voleb v roce 2009. V období od září 2009 do roku 2014 vládl Tillich společně s FDP v černo-žluté koalici a od zemských voleb v roce 2014, kdy FDP opustila zemský sněm, opět s SPD. Od prosince 2017 převzal úřad předsedy vlády Michael Kretschmer. Po zemských volbách v roce 2019 vládl Kretschmer od prosince 2019 s koalicí CDU, Svaz 90/Zelení a SPD, po zemských volbách v roce 2024 vládne od prosince 2024 s menšinovou vládou CDU a SPD.
Hlavní budovy zemské vlády se nacházejí v zemském hlavním městě Drážďany ve vládní čtvrti v městské části Innere Neustadt a jsou prostorově oddělené od sídla zemského sněmu.

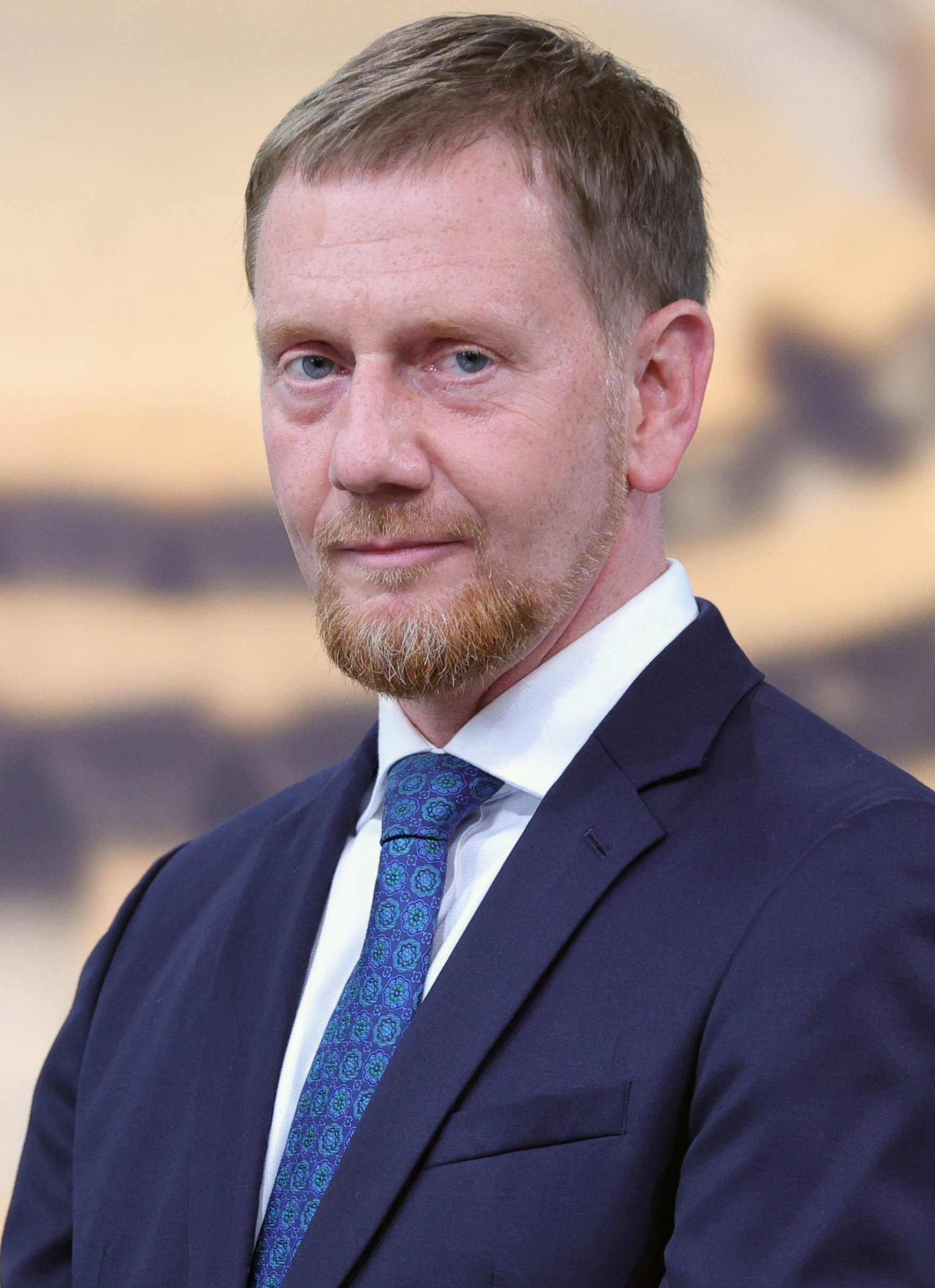
Předseda vlády Michael Kretschmer (od roku 2017)
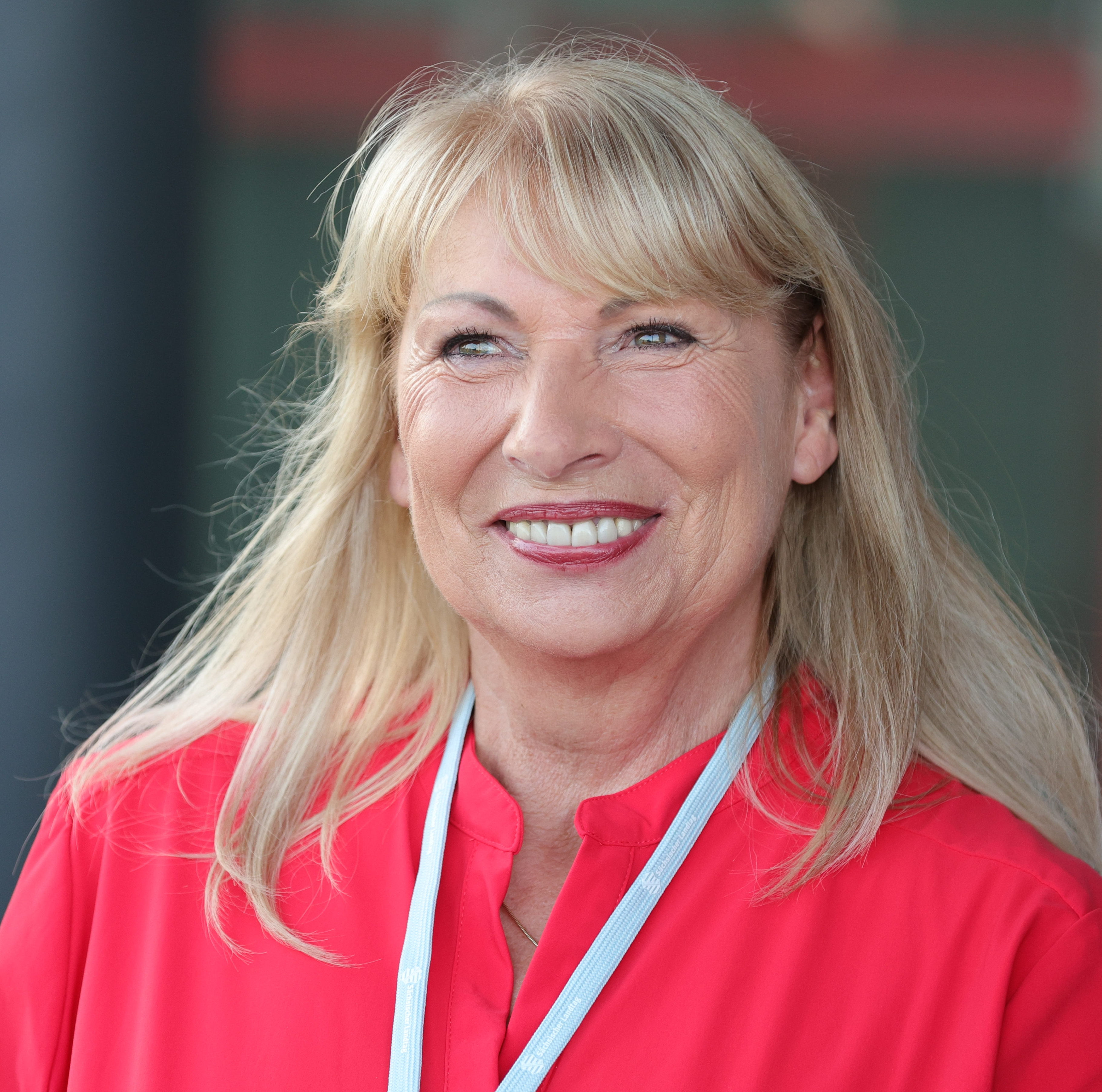
Místopředsedkyně vlády Petra Köppingová
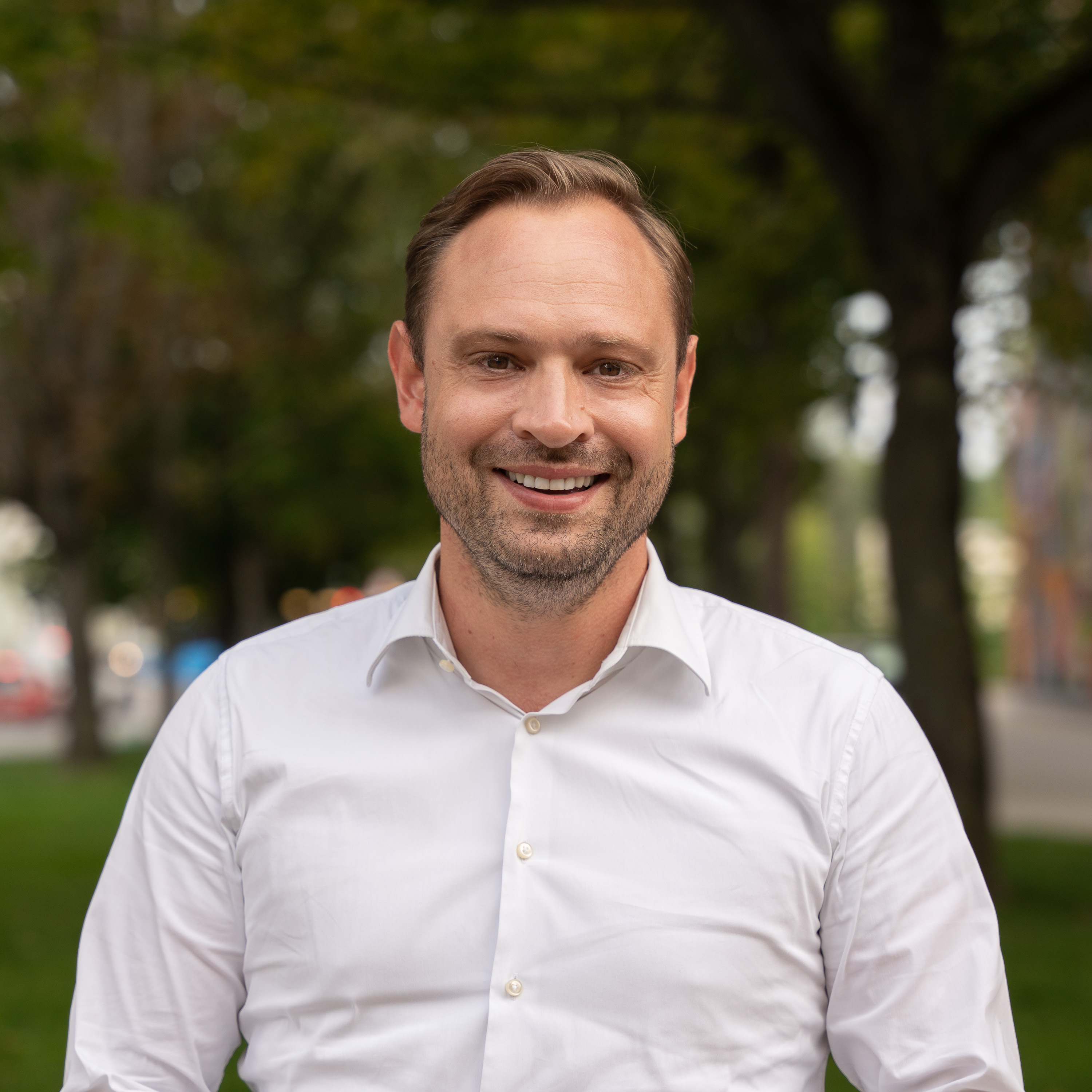
Předseda zemského sněmu Alexander Dierks

### Legislativa

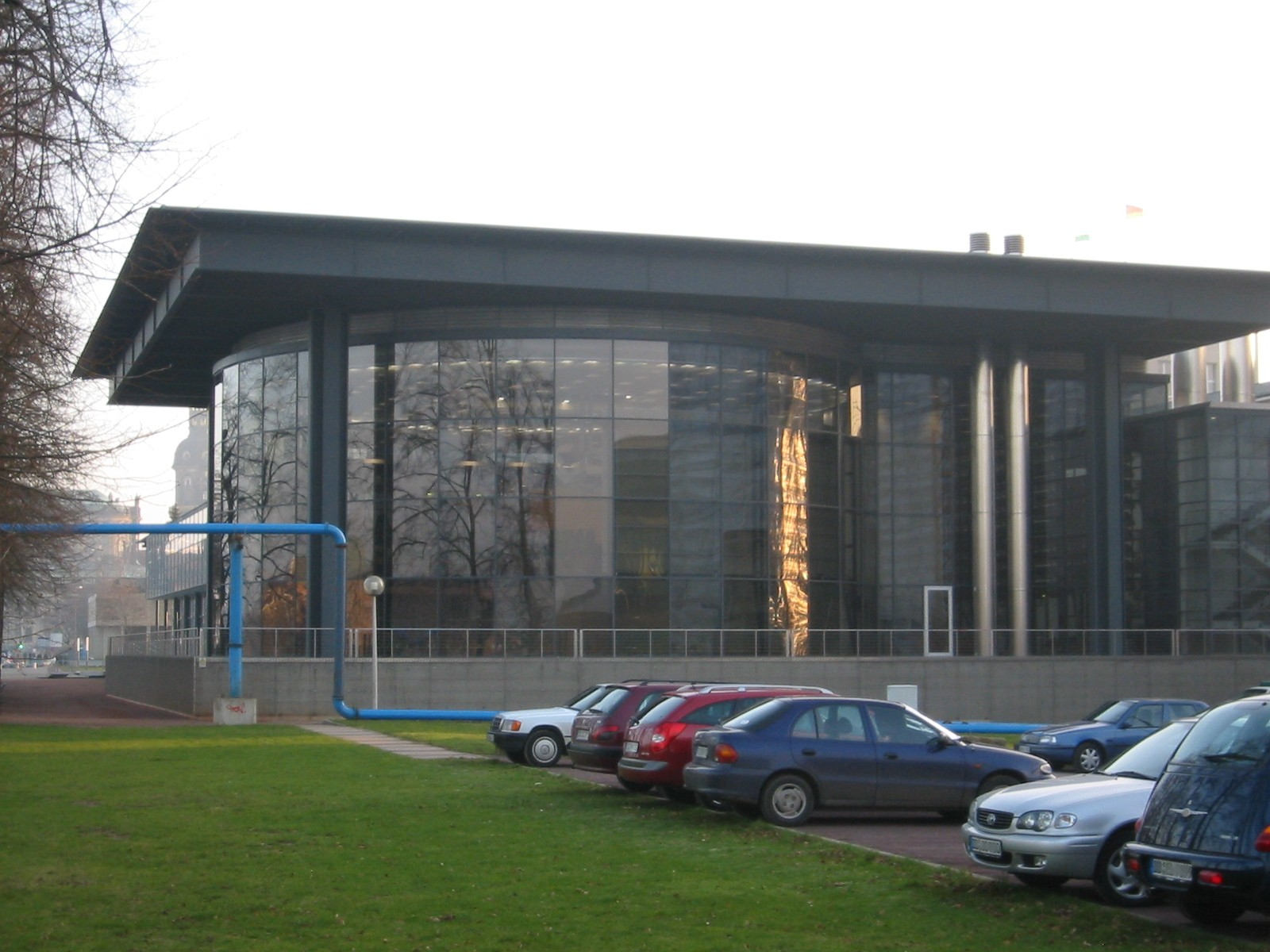
Zasedací sál Saského zemského sněmu

Zákonodárnou moc Svobodného státu Sasko představuje Saský zemský sněm. V sedmém volebním období (2019–2024) měl 119 členů namísto obvyklých 120. Mandáty byly rozděleny následovně: CDU 45 míst, AfD 38 míst, Die Linke 14 míst, Svaz 90/Zelení 12 míst a SPD 10 míst. Předsedou zemského sněmu byl od roku 2009 Matthias Rößler (CDU) a pozice tří místopředsedů obsadili Andrea Domboisová (CDU), André Wendt (AfD) a Luise Neuhaus-Wartenbergová (Die Linke). Předsedou poslanecké frakce CDU byl Christian Hartmann, frakce AfD Jörg Urban, frakce Die Linke Rico Gebhardt, frakce Svazu 90/Zelení Wolfram Günther a frakce SPD Dirk Panter.
V osmém volebním období (od roku 2024) má Saský zemský sněm 120 členů. Jeho předsedou je Alexander Dierks.

### Soudnictví
Ústavní soud Svobodného státu Sasko sídlí v Lipsku. Vedle zemské vlády a zemského sněmu se jedná o další nejvyšší a nezávislý státní orgán oddělující soudní moc od výkonné a zákonodárné. Ostatní saské soudy jsou podřízenými orgány saského státního ministerstva spravedlnosti. Judikatura je nezávislá a podléhá pouze zákonům.
Pro běžný výkon soudní moci je nejvyšším soudem Vrchní zemský soud v Drážďanech, kterému je podřízeno pět zemských soudů Saské Kamenici, Drážďanech, Zhořelci, Lipsku a Cvikově. Vedle toho má Sasko několik specializovaných soudů. Sídlo Saského vrchního správního soudu je v Budyšíně. V Saské Kamenici sídlí Saský zemský sociální soud a Saský zemský pracovní soud. Saský finanční soud se nachází v Lipsku. Generální prokuratura sídlí v Drážďanech a podřízená státní zastupitelství u zemských soudů. Svobodný stát Sasko zřizuje deset nápravných zařízení.
V Sasku existují také spolkové soudní instituce, které jsou podřízeny spolkovému ministerstvu spravedlnosti. Spolkový správní soud a 5. trestní senát Spolkového soudního dvora s částí Spolkového státního zastupitelství se nacházejí v Lipsku.

## Správní členění

Správní členění Saska

Roku 1990 obnovené Sasko převzalo administrativní členění z doby Německé demokratické republiky, kdy se od roku 1952 dělilo na 48 okresů a 6 samostatných měst nepatřících k žádnému okresu (též bezokresní města či městské okresy). Během okresní reformy z let 1994/1996 byly okresy sloučeny do 22 zemských okresů a 7 městských okresů. Při druhé okresní reformě vzniklo od 1. srpna 2008 celkem 10 nových zemských okresů a počet samostatných měst byl zredukován na tři (Drážďany, Lipsko, Saská Kamenice). Zároveň byly vytvořeny tři správní obvody, téměř totožné s dosavadními vládními obvody, jejichž sídly byla tři samostatná města. Správní obvody však k 29. únoru 2012 zanikly a jejich kompetence přešly na Zemské ředitelství Sasko se sídlem v Saské Kamenici.
| Zemský okres / samostatné město                                                                | Registrační značky                        | Rozloha v km² | Počet obyvatel |
| ---------------------------------------------------------------------------------------------- | ----------------------------------------- | ------------- | -------------- |
| Zemský okres Budyšín (Landkreis Bautzen)                                                       | BZ, BIW, HY, KM                           | 2 395,61      | 296 506        |
| Zemský okres Cvikov (Landkreis Zwickau)                                                        | Z, GC, HOT, WDA                           | 949,78        | 310 111        |
| Zemský okres Fojtsko (Vogtlandkreis)                                                           | V, AE, OVL, PL, RC                        | 1 412,42      | 221 953        |
| Zemský okres Krušné hory (Erzgebirgskreis)                                                     | ERZ, ANA, ASZ, AU, MAB, MEK, STL, SZB, ZP | 1 827,91      | 326 896        |
| Zemský okres Lipsko (Landkreis Leipzig)                                                        | L, BNA, GHA, GRM, MTL, WUR                | 1 651,3       | 261 573        |
| Zemský okres Míšeň (Landkreis Meißen)                                                          | MEI, GRH, RG, RIE                         | 1 454,59      | 241 160        |
| Zemský okres Saské Švýcarsko-Východní Krušné hory (Landkreis Sächsische Schweiz-Osterzgebirge) | PIR, DW, FTL, SEB                         | 1 654,19      | 246 011        |
| Zemský okres Severní Sasko (Landkreis Nordsachsen)                                             | TDO, DZ, EB, OZ, TG, TO                   | 2 028,56      | 199 688        |
| Zemský okres Střední Sasko (Landkreis Mittelsachsen)                                           | FG, BED, DL, FLÖ, HC, MW, RL              | 2 116,85      | 300 308        |
| Zemský okres Zhořelec (Landkreis Görlitz)                                                      | GR, LÖB, NOL, NY, WSW, ZI                 | 2 111,41      | 248 479        |
| Lipsko (Leipzig)                                                                               | L                                         | 297,8         | 619 879        |
| Drážďany (Dresden)                                                                             | DD                                        | 328,5         | 566 222        |
| Saská Kamenice (Chemnitz)                                                                      | C                                         | 221,1         | 250 681        |
| Sasko                                                                                          |                                           | 18 415,66     | 4 089 467      |

## Pamětihodnosti
- Hrad Stolpen
- Zámek Moritzburg
- Hrobka Rodiny Manfotzi, Rod na území Saska

## Nejlidnatější města
| Pořadí | Jméno                     | Počet obyvatel | Rozloha (km²) |
| ------ | ------------------------- | -------------- | ------------- |
| 1.     | Lipsko (Leipzig)          | 619 879        | 297,8         |
| 2.     | Drážďany (Dresden)        | 566 222        | 328,5         |
| 3.     | Saská Kamenice (Chemnitz) | 250 681        | 221,1         |
| 4.     | Cvikov (Zwickau)          | 87 593         | 102,54        |
| 5.     | Plavno (Plauen)           | 65 218         | 102,11        |
| 6.     | Görlitz                   | 56 694         | 95,06         |
| 7.     | Freiberg                  | 41 045         | 66,62         |
| 8.     | Freital                   | 39 477         | 40,5          |
| 9.     | Pirna                     | 39 303         | 53,06         |
| 10.    | Budyšín (Bautzen)         | 38 039         | 66,67         |